# Episodi di Downton Abbey (prima stagione)
La prima stagione della serie televisiva Downton Abbey, composta da sette episodi, è stata trasmessa sul canale britannico ITV1 dal 26 settembre al 7 novembre 2010.
In Italia, la stagione è stata trasmessa in prima visione su Rete 4 dall'11 dicembre 2011 al 1º gennaio 2012: la versione doppiata e mandata in onda è quella internazionale dell'emittente statunitense PBS, nella quale i sette episodi originali sono stati uniti in quattro episodi di 82 minuti ciascuno, con numerosi tagli. Dal 10 luglio al 31 luglio 2013 la stagione è stata trasmessa, in edizione integrale, sul canale pay DIVA Universal.
La stagione copre il periodo di tempo dal 15 aprile 1912 ad agosto 1914, quando l'Inghilterra entra in guerra contro la Germania nel primo conflitto mondiale.
Il cast principale di questa stagione è formato da Hugh Bonneville, Jessica Brown Findlay, Laura Carmichael, Jim Carter, Brendan Coyle, Michelle Dockery, Siobhan Finneran, Joanne Froggatt, Thomas Howes, Rob James-Collier, Rose Leslie, Phyllis Logan, Elizabeth McGovern, Sophie McShera, Lesley Nicol, Maggie Smith, Dan Stevens, Penelope Wilton.
| nº | Titolo originale | Titolo italiano  | Prima TV UK       | Prima TV Italia |
| -- | ---------------- | ---------------- | ----------------- | --------------- |
| 1  | Episode One      | Episodio uno     | 26 settembre 2010 | 10 luglio 2013  |
| 2  | Episode Two      | Episodio due     | 3 ottobre 2010    | 10 luglio 2013  |
| 3  | Episode Three    | Episodio tre     | 10 ottobre 2010   | 17 luglio 2013  |
| 4  | Episode Four     | Episodio quattro | 17 ottobre 2010   | 17 luglio 2013  |
| 5  | Episode Five     | Episodio cinque  | 24 ottobre 2010   | 24 luglio 2013  |
| 6  | Episode Six      | Episodio sei     | 31 ottobre 2010   | 24 luglio 2013  |
| 7  | Episode Seven    | Episodio sette   | 7 novembre 2010   | 31 luglio 2013  |

| nº | Titolo originale | Titolo italiano  | Prima TV USA    | Prima TV Italia  |
| -- | ---------------- | ---------------- | --------------- | ---------------- |
| 1  | Episode One      | Episodio uno     | 9 gennaio 2011  | 11 dicembre 2011 |
| 2  | Episode Two      | Episodio due     | 16 gennaio 2011 | 18 dicembre 2011 |
| 3  | Episode Three    | Episodio tre     | 23 gennaio 2011 | 25 dicembre 2011 |
| 4  | Episode Four     | Episodio quattro | 30 gennaio 2011 | 1º gennaio 2012  |

## Episodio uno
L'episodio uno della versione internazionale è l'unione con tagli dei seguenti episodi originali:
Episodio uno
- Titolo originale: Episode One
- Diretto da: Brian Percival
- Scritto da: Julian Fellowes
- Durata: 66 minuti

Episodio due (15 minuti circa)
- Titolo originale: Episode Two
- Diretto da: Ben Bolt
- Scritto da: Julian Fellowes
- Durata: 48 minuti

### Trama
Aprile 1912. Alla tenuta di Downton Abbey la famiglia Crawley e la servitù sono sconvolte dalla notizia dell'affondamento del Titanic: un telegramma annuncia che il primo cugino del conte, James Crawley, si era imbarcato sulla nave con il figlio Patrick all'insaputa di tutti. Il vincolo successorio impone che la tenuta vada a colui che eredita il titolo di conte e, poiché quest'ultimo non può essere ereditato da una donna, Patrick risultava essere anche l'erede di Downton Abbey, in quanto il conte Robert e sua moglie Cora avevano avuto soltanto tre figlie femmine. Il nuovo erede della tenuta, del titolo e del cospicuo patrimonio della contessa Cora è ora l'avvocato Matthew Crawley, residente a Manchester e figlio di un medico. Il conte cerca di trovare un modo per svincolare il patrimonio dalla tenuta, ma la clausola imposta da suo padre è inoppugnabile, e decide di rinunciare, anche se la madre Violet e la moglie non si arrendono.
Intanto, a Downton Abbey giunge il nuovo valletto John Bates, attendente del conte durante la guerra, divenuto zoppo in seguito a una ferita riportata in battaglia. Il cameriere Thomas, che ambiva al ruolo, e la cameriera della contessa, la signorina O'Brien, complottano per farlo credere incapace di assolvere alle sue mansioni.
Poco dopo, il duca di Crowborough giunge a Downton Abbey in visita. La servitù è schierata al completo ad attenderlo. Dopo le presentazioni, la signorina O'Brien, fa lo sgambetto al signor Bates che cadde pesantemente a terra, costringendo il conte a licenziare l'amico. Durante la permanenza del duca, si evidenzia la relazione omosessuale segreta intrecciata tra lui e Thomas, che il nobile decide di troncare progettando di stipulare un matrimonio di convenienza con una ricca ereditiera. Thomas minaccia di diffondere le lettere che il duca gli aveva scritto, ma quest'ultimo, approfittando di una visita negli alloggi della servitù compiuta assieme a Mary, le aveva sottratte da un cassetto nella camera di Thomas. Quando il duca di Crowborough gliele mostra, Thomas si slancia in avanti, per riprendersele ma Crowborough è veloce, getta le lettere nel camino acceso e ingaggia una lotta con Thomas, mentre le lettere bruciano. La famiglia Crawley spera che il duca chieda a Mary di sposarlo; quando, però, l'uomo scopre che il conte non ha intenzione di opporsi alla clausola successoria e che Mary riceverà soltanto la dote, rinuncia e riparte il giorno seguente. All'ultimo momento, il conte cambia idea, e riaccoglie il signor Bates in casa.
Nella sua casa di Manchester, Matthew Crawley mentre fa colazione con la madre Isobel, con la posta del mattino riceve una lettera di lord Grantham, con una proposta che cambierà loro la vita: il conte lo vuole coinvolgere nella gestione della tenuta. Matthew è perplesso.
- Altri interpreti (primo episodio originale): Charlie Cox (Duca di Crowborough), Jonathan Coy (George Murray), Lionel Guyett (Signor Taylor), Jonathan Jaynes (Impiegato postale), Perry Millward (Ragazzo dei giornali), Helen Sheals (Impiegata postale).
- Ascolti UK (primo episodio originale): telespettatori 9 250 000[9]
- Ascolti Italia (primo episodio internazionale): telespettatori 1 580 000 - share 6,03%[10]

## Episodio due
L'episodio due della versione internazionale è l'unione con tagli dei seguenti episodi originali:
Episodio due (30 minuti circa)
- Titolo originale: Episode Two
- Diretto da: Ben Bolt
- Scritto da: Julian Fellowes
- Durata: 48 minuti

Episodio tre
- Titolo originale: Episode Three
- Diretto da: Ben Bolt
- Scritto da: Julian Fellowes
- Durata: 48 minuti

Episodio quattro (3 minuti circa)
- Titolo originale: Episode Four
- Diretto da: Brian Kelly
- Scritto da: Julian Fellowes e Shelagh Stephenson
- Durata: 46 minuti

### Trama
Marzo 1913. Isobel Crawley decide di aiutare come infermiera all'ospedale del villaggio e s'interessa molto al caso di un contadino che rischia di morire d'idropisia, ma il dottore non vuole cercare di salvarlo usando le cure mediche più recenti. Nonostante il parere contrario di Lady Violet, presidentessa dell'ospedale, alla fine il dottore segue il consiglio di Isobel e la cura ha successo, salvando il contadino. Il conte nomina così Isobel co-presidentessa dell'ospedale insieme alla madre.
Intanto Charles Grigg, un amico del signor Carson, che un tempo faceva coppia con lui in un duo comico, gli chiede aiuto; quando l'uomo si presenta a Downton Abbey, il domestico confessa di avergli dato del cibo rubato dalla dispensa. Carson offre le proprie dimissioni al conte, che però decide di tenerlo al suo servizio e allontana Grigg dandogli 20 sterline e minacciandolo di consegnarlo alle autorità se si farà vedere nuovamente. Mentre Thomas corteggia la sguattera Daisy unicamente per far dispetto a William, Matthew, dopo aver parlato con il conte, decide di permettere a Molesley di aiutarlo a vestirsi.
Nel frattempo, Anna scopre che Gwen ha comprato una macchina da scrivere e sta seguendo un corso di dattilografia e stenografia per corrispondenza poiché non vuole restare per sempre a servizio come cameriera, ma trovare lavoro in un ufficio; Sybil, la figlia minore del conte, decide di aiutarla e le procura un colloquio. Bates compra un correttore di zoppia; il congegno, però, gli procura lividi e ferite alla gamba. La signora Hughes, scopertolo, lo convince a buttarlo. Nel frattempo Edith, la secondogenita del conte, cerca di conquistare Matthew portandolo a visitare le chiese dei dintorni. I tentativi della ragazza, però, non hanno successo.
Evelyn Napier, uno spasimante di Mary, si presenta a Downton Abbey con un amico, l'ambasciatore turco Kemal Pamuk, che, per l'avvenenza e le buone maniere, attira subito l'attenzione della ragazza. Thomas, che si deve occupare di servire Pamuk, lo accarezza sul viso in modo ambiguo e Pamuk, in cambio del silenzio, gli chiede un favore: essere guidato durante la notte fino alla camera di Mary, che si compromette con lui; poco dopo, però, l'uomo muore d'infarto. La ragazza, spaventata per il potenziale scandalo, chiede aiuto alla madre e ad Anna per riportare il corpo in camera sua, ma le tre donne vengono viste da Daisy. Mentre tutti sono sconcertati per l'accaduto, Thomas, avendo accompagnato lui stesso il signor Pamuk fino alla camera di Mary, esprime i suoi dubbi alla O'Brien; intanto, a Downton Abbey arriva il nuovo autista, Branson, e Lady Violet decide di chiedere a Matthew stesso se c'è un modo per aggirare il vincolo sulla tenuta..
- Altri interpreti (secondo episodio originale): Kevin Doyle (Joseph Molesley), Lionel Guyett (Signor Taylor), Nicky Henson (Charles Grigg), Fergus O'Donnell (John Drake), David Robb (Dr. Richard Clarkson), Cathy Sara (Signora Drake), Andrew Westfield (Signor Lynch).
- Altri interpreti (terzo episodio originale): Lionel Guyett (Signor Taylor), Theo James (Kemal Pamuk), Roger Morlidge (Venditore di protesi), Brendan Patricks (Evelyn Napier), Helen Sheals (Impiegata postale), Andrew Westfield (Signor Lynch).
- Ascolti UK (secondo episodio originale): telespettatori 9 970 000[9]
- Ascolti UK (terzo episodio originale): telespettatori 8 970 000[9]
- Ascolti Italia (secondo episodio internazionale): telespettatori 1 367 000 - share 5,34%[12]

## Episodio tre
L'episodio tre della versione internazionale è l'unione con tagli dei seguenti episodi originali:
Episodio quattro (40 minuti circa)
- Titolo originale: Episode Four
- Diretto da: Brian Kelly
- Scritto da: Julian Fellowes e Shelagh Stephenson
- Durata: 46 minuti

Episodio cinque
- Titolo originale: Episode Five
- Diretto da: Brian Kelly
- Scritto da: Julian Fellowes
- Durata: 48 minuti

### Trama
Maggio 1913. Mentre al villaggio arriva la fiera, Isobel, vedendo un'irritazione sulla mano di Molesley, deduce si tratti di erisipela e gli prescrive alcuni rimedi da prendere per guarirla; tuttavia, scopre di aver dato la diagnosi sbagliata in quanto – come intuito giustamente da Lady Violet – in realtà si tratta di allergia alla ruta. Nel frattempo, la signora Hughes incontra un ex spasimante che le chiede di sposarlo, ma rifiuta la proposta.
Ad agosto, Sybil procura un nuovo colloquio a Gwen, visto che quello precedente era stato cancellato, mentre al villaggio viene organizzata la mostra floreale annuale. Isobel, saputo che gli anni precedenti la competizione è sempre stata vinta da Violet, sospetta che la giuria scelga lei per una consuetudine. Intanto, Sybil accompagna di nascosto Gwen al colloquio, ma la ragazza viene infine rifiutata, mentre alla mostra floreale Violet, anche se la giuria ha scelto lei come vincitrice, assegna la coppa al padre del signor Molesley. Di ritorno dal villaggio, Anna confessa a Bates i suoi sentimenti per lui.
Nel frattempo, per aver detto una parola di troppo, Daisy fa capire alla O'Brien e a Thomas di sapere qualcosa della morte del signor Pamuk e viene convinta a confidarsi con Lady Edith. A causa di alcune voci che cominciano a girare a Londra sulla reputazione di Mary, Cora invita a cena un probabile partito per la figlia, il vedovo Sir Anthony Strallan. Mentre si scopre che la cuoca, la signora Patmore, sta diventando cieca, Edith e Mary scommettono su chi di loro riuscirà a conquistare Sir Strallan ed è Mary a vincere, finendo però per allontanare Matthew, al quale si era avvicinata, e spingere Edith a scrivere all'ambasciatore turco per rivelargli quello che le aveva confidato Daisy..
- Altri interpreti (quarto episodio originale): Kevin Doyle (Joseph Molesley), Bill Fellows (Joe Burns), Elizabeth Hill (Infermiera), Allen Leech (Tom Branson), Martin Reeve (Impiegato di Matthew Crawley), David Robb (Dr. Richard Clarkson).
- Altri interpreti (quinto episodio originale): Robert Bathurst (Sir Anthony Strallan), Colin R. Campbell (Uomo allo Smithy), Kevin Doyle (Joseph Molesley), Bernard Gallagher (William "Bill" Molesley), Dean Williamson (Contadino).
- Ascolti UK (quarto episodio originale): telespettatori 9 700 000[9]
- Ascolti UK (quinto episodio originale): telespettatori 9 400 000[9]
- Ascolti Italia (terzo episodio internazionale): telespettatori 1 139 000 - share 5,17%[14]

## Episodio quattro
L'episodio quattro della versione internazionale è l'unione con tagli dei seguenti episodi originali:
Episodio sei
- Titolo originale: Episode Six
- Diretto da: Brian Percival
- Scritto da: Julian Fellowes e Tina Pepler
- Durata: 48 minuti

Episodio sette
- Titolo originale: Episode Seven
- Diretto da: Brian Percival
- Scritto da: Julian Fellowes
- Durata: 64 minuti

### Trama

Lord Grantham scopre che la Gran Bretagna ha appena dichiarato guerra alla Germania.

Maggio 1914. Mentre Sybil s'interessa alla politica e alla lotta per i diritti delle donne contro il volere del padre, a Londra s'intensificano i pettegolezzi su Mary e il signor Pamuk, arrivando alle orecchie del signor Carson, che riferisce la cosa a Lady Grantham. Le voci arrivano anche alla vedova Lady Grantham, che chiede spiegazioni alla nuora, venendo così a sapere tutta la faccenda.
Intanto Thomas, temendo che Bates racconti a Carson di averlo visto rubare delle bottiglie di vino, accusa Bates di furto con l'aiuto della O'Brien: i due coinvolgono anche Daisy, infatuata di Thomas, ma alla fine la ragazza confessa a Carson di aver testimoniato il falso e le accuse contro Bates cadono. Nel frattempo Sybil, ingannando il padre, si fa accompagnare da Branson al conteggio dei voti, ma scoppiano dei disordini e la ragazza si ferisce. Branson e Matthew, anch'esso presente alla riunione, l'accompagnano a Crawley House, dove vengono raggiunti da Mary, che riporta la sorella a Downton Abbey.
Mentre Bates racconta ad Anna, al signor Carson e alla signora Hughes del suo passato da alcolizzato e ladro, Matthew e Mary si baciano e lui le chiede di sposarlo. Mary, però, pur essendosi accorta di amarlo, decide di aspettare a dargli una risposta perché vuole anche raccontargli quello che è successo con Kemal Pamuk. La decisione della ragazza viene messa ulteriormente a dura prova quando a luglio Cora scopre di essere incinta, cosa che, se fosse un maschio, cambierebbe completamente la situazione.
Intanto Mary, rimasta a Londra a casa della zia Rosamund per altre due settimane, riceve la visita del signor Napier, venuto ad assicurarle di non essere lui la fonte delle indiscrezioni sul suo conto, ma Edith. La signora Patmore viene mandata a Londra con Anna per fare un'operazione agli occhi e viene temporaneamente sostituita in cucina dalla signora Birds, la cuoca di Crawley House; a Londra, Anna approfitta dell'occasione per parlare con la madre di Bates, venendo a sapere che in realtà a compiere il furto per il quale l'uomo era stato arrestato era stata la moglie Vera.
Mentre Mary, tornata a casa, litiga con Matthew perché non ha ancora una risposta da dargli, la O'Brien crede che Cora la voglia sostituire e le tende un trabocchetto. La donna se ne pente poco dopo, ma è tardi: Cora, uscendo dalla vasca, scivola sul sapone e cade, perdendo il bambino, che era un maschio.
Durante il Garden Party di agosto, Gwen viene assunta come segretaria; Mary, per vendicarsi della sorella, fa in modo che Sir Strallan non chieda più a Edith di sposarlo; Thomas si licenzia per frequentare un corso di addestramento nella sanità militare; la O'Brien scopre che la cameriera che Cora stava cercando era per Violet e Mary rifiuta la proposta di matrimonio di Matthew, che decide di tornare a Manchester. Inoltre, il conte riceve la comunicazione che la Gran Bretagna è entrata in guerra contro la Germania..
- Altri interpreti (sesto episodio originale): Robert Bathurst (Sir Anthony Strallan), Kate Bowes Renna (Manifestante 1), Greg Hobbs (Manifestante 2), Jamie De Courcey (Candidato liberale), Mark Kelly (Teppista), Allen Leech (Tom Branson), Gerard McDermott (Sceriffo).
- Altri interpreti (settimo episodio originale): Robert Bathurst (Sir Anthony Strallan), Samantha Bond (Rosamund Painswick nata Crawley), Kevin Doyle (Joseph Molesley), Richard Hawley (Sottufficiale), Ian Kelly (Medico al Moorfields Hospital), Allen Leech (Tom Branson), Christine Lohr (May Bird), Sean McKenzie (Signor Bromidge), Brendan Patricks (Evelyn Napier), David Robb (Dr. Richard Clarkson), Jane Wenham (Signora Bates).
- Ascolti UK (sesto episodio originale): telespettatori 9 840 000[9]
- Ascolti UK (settimo episodio originale): telespettatori 10 770 000[9]
- Ascolti Italia (quarto episodio internazionale): telespettatori 1 403 000 - share 5,65%[16]